# オブニンスク
座標: 北緯55度5分 東経36度36分 / 北緯55.083度 東経36.600度

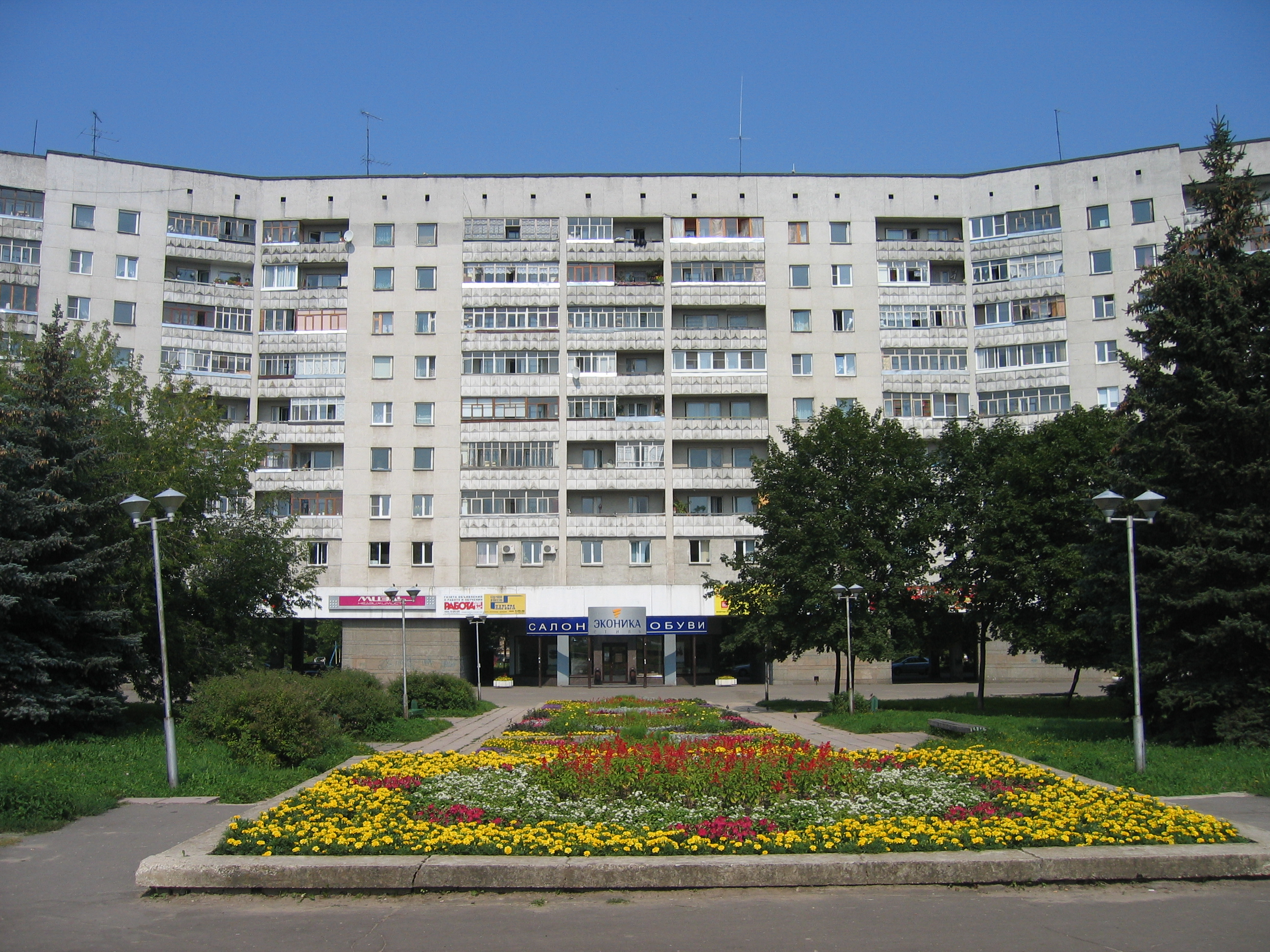
オブニンスクの団地

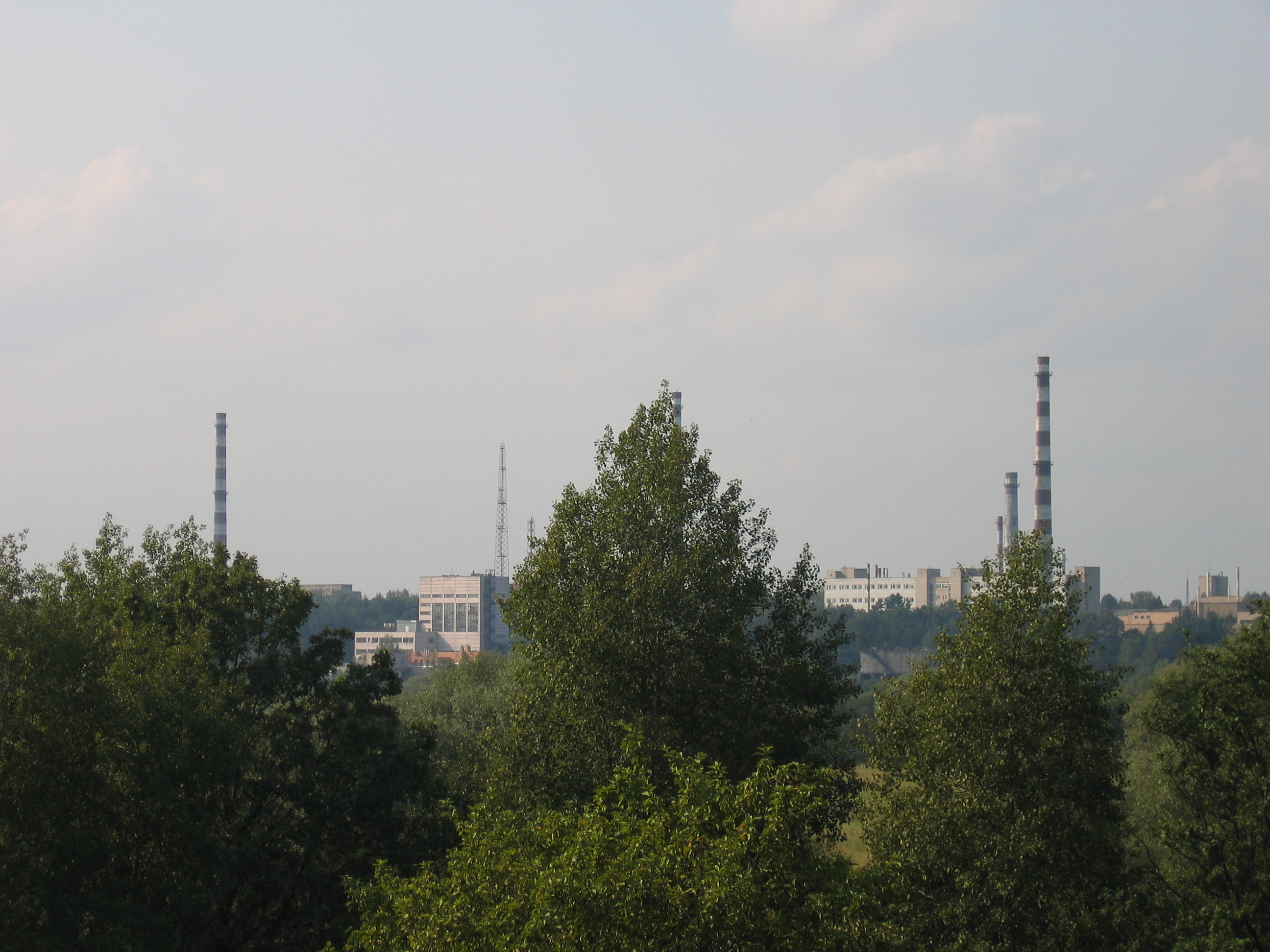
世界初の商用原子力発電所、オブニンスク原子力発電所

オブニンスク（オーブニンスク；ロシア語: О́бнинск）は、ロシアのカルーガ州の都市。人口は12万5376人（2021年）。州都カルーガの北東68km、モスクワの南西102kmに位置し、モスクワとキエフを結ぶ幹線鉄道および高速道路が通る。
20世紀初頭まではマロヤロスラヴェツとウゴツキー・ザヴォードの間にある小さな村であったが、第二次世界大戦後にオブニンスク原子力発電所の建設および従業員・研究者のための都市の建設が始まり、1956年に市制施行された。
ロシア各地の「科学都市」（ナウコグラード；наукогра́д）のなかでも大規模なうちのひとつであり、1954年6月27日に原子炉による世界最初の商用原子力発電が行われた場所でもある。またソビエト連邦最初の原子力潜水艦であるK-3「レーニンスキイ・コムソモール」（627号「キート」計画型、NATOコードネーム: ノヴェンバー型）の乗組員が訓練を受けた場所でもある。
オブニンスクには現在12の科学研究所が立地し、原子力発電技術、放射線利用、宇宙開発、放射線医学、気象学などに関する研究を行っている。1958年に原子力施設から出る放射線の測定や気象研究のために建設されたオブニンスク気象学タワーは街のシンボルとなっている。支線で支えられた鋼鉄製の塔で、直径は3メートル弱ながら高さは315メートルに達する。

## 姉妹都市
- オーク・リッジ、アメリカ合衆国 1992年9月1日 : オークリッジ国立研究所の所在地。
- 綿陽市、中国 2000年10月17日
- ヴィサギナス、リトアニア 2003年8月27日

## 外部リンク

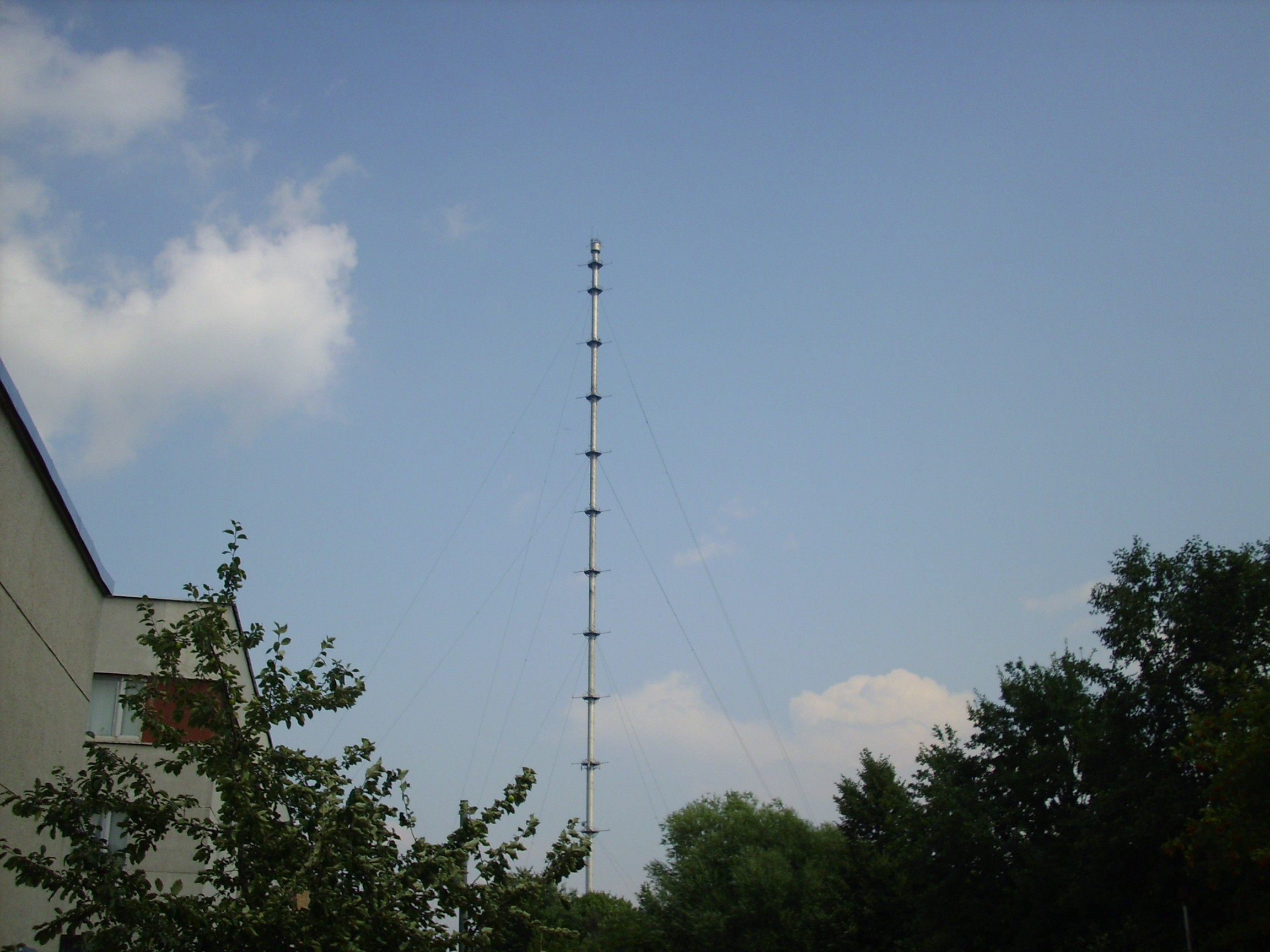
オブニンスク気象学タワー